# Лиегги, Дульчита
Дульчита Линн Лиегги Франсиско (родилась 19 мая 1989 года в Санто-Доминго) доминиканская модель, победительница конкурса красоты Мисс Доминиканская республика 2012. Г-жа Лиегги первоначально стала 1-й вице-мисс на национальном конкурсе после победительницы Каролы Дюран ставшей Мисс Доминиканская Республика в 2012 году, но позже Дюран лишилась титула из-за того что она вышла замуж в 2009 году и титул был передан Лиегги. Затем Лиегги представляла Доминиканскую Республику на конкурсе Мисс Вселенная 2012.

## Юность
Лиегги родилась в Санто-Доминго её отец был родом из города Мола-ди-Бари (Апулия, Южная Италия) и мать из Пуэрто-Плата, Доминиканская республика.

## Мисс Доминиканская республика и Мисс Вселенная 2012
Лиегги представляла провинцию «Distrito Nacional», будучи одной из 37 конкурсанток на национальном конкурсе красоты, Мисс Доминиканская республика 2012, прошедшем в Санто-Доминго 17 апреля 2012, где получила титул 1-й вице-мисс, она представляла Доминиканскую республику на конкурсе «Miss Continente Americano 2012». Вторая вице-мисс, Каролин Хава, из провинции Сантьяго, представляла страну на конкурсе «Reina Hispanoamericana» 2012 в стране Боливия. Третья вице-мисс Алондра Пена из провинции Перавия, и четвёртая вице-мисс Луз Кесада из провинции Сан-Хосе-де-Окоа. 24 апреля 2012, ровно через неделю после победы в конкурсе, Карола Дюран лишилась титула когда узнали что она замужем.
Дульчита Лиегги получила титул Мисс Доминиканская Республика 2012. Она участвовала в конкурсе Мисс Вселенная 2012 в Лас-Вегасе, штат Невада, США. Лиегги не попала в топ-16.

## Фильмография
| Год  | Название               | Роль        | Режиссёр            | Страна                   |
| ---- | ---------------------- | ----------- | ------------------- | ------------------------ |
| 2010 | Lily                   | Lily        | Shahzad Yunas       | Доминиканская Республика |
| 2011 | El dinero              | проститутка | Альберто Матос Сото | Доминиканская Республика |
| 2014 | Locas y Atrapadas      | Amanda      | Альфонсо Родригес   | Доминиканская Республика |
| 2014 | Al Sur de la Inocencia | Laura       | Гектор Валдес       | Доминиканская Республика |